# アイザックス症候群
アイザックス症候群（アイザックスしょうこうぐん、英: Isaacs syndrome）は、持続性の四肢・体幹の筋痙攣を主症状とする疾患である。
ニューロミオトニア（英: Neuromyotonia）、後天性ニューロミオトニア、免疫介在性ニューロミオトニアとも呼ばれる。これらの主症状は、末梢神経の過剰興奮に原因があると考えられている。

## 症状
筋痙攣、筋強直、ミオキミア（筋のピクツキや波打つような動き）、筋弛緩障害（ニューロミオトニア）：
- 主な症状は末梢運動神経の過剰興奮性によるものである。四肢、体幹に見 られるのは、筋痙攣、筋硬直、ニューロミオトニア（叩打性ミオトニアを認めない神経由来の筋弛緩遅延）と、ミオキミア、線維束れん縮などの不随意運動である。[5]
- 筋痙攣・筋硬直が持続することで筋肥大を起こす こともある。より強くなると筋力低下が見られることもある。
- 筋痙攣・筋硬直が進むと、疼痛を生じ、歩行や体動が困難となり日常生活に重大な支障が生じる。

自律神経症状（発汗過多、排尿障害、腸閉塞、体温異常）、感覚異常、皮膚の色調変化：
- 疼痛、しびれ感などの感覚異常もしばしば見られる。
- 自律神経の興奮性異常によると思われる発汗過多、皮膚色調の変化、高体温を示す場合もある。

四肢末端の痛み (Complex regional pain like) ：
- 時に複合性局所疼痛症候群様の激しい痛みで日常生活動作が制限される。

## 疫学
発症年齢15～60歳である。多くは40歳前に発症。
アイザックス症候群関連疾患はいずれも希な疾患である。

## 原因
本質的な原因については、未解明である。しかし、重症筋無力症、甲状腺機能亢進症、全身性エリテマトーデスなどの合併があり、大部分の症例が自己免疫性と考えられる。
電位依存性カリウムチャネル（VGKC）の自己抗体により、末梢神経終末でのVGKCの機能低下が生じ、末梢神経の過剰興奮による筋痙攣などの運動障害が起こると考えられる。
アイザックス症候群でのVGKC抗体の陽性率は、3 割程度である。

## 治療
根治療法は確立していない。アイザックス症候群は、傍腫瘍性神経症候群の一種として、胸腺腫や肺癌を合併している場合がある。その場合は、その切除により臨床症状が改善する。しかし切除した後も症状が持続する場合は、免疫療法や対症療法が必要である。

### 免疫療法
ステロイド療法、免疫グロブリン療法、血液浄化療法（血漿交換、免疫吸着など）：
- 一部の症例では、血液浄化療法により、電位依存性カリウムチャネル（VGKC）に対する自己抗体が減少するとともに、臨床症状が改善する[5]。
- しかし、 難治症例も存在する。

### 対症療法
各種抗てんかん薬、プレガバリン、芍薬甘草湯

## 合併症
- 胸腺腫[4]
- 重症筋無力症
- 全身性エリテマトーデス（SLE）
- 甲状腺機能亢進症